# Hughes-Gletscher
Der Hughes-Gletscher ist ein kleiner, alpiner Gletscher im ostantarktischen Viktorialand. Er fließt von den Kukri Hills in nördlicher Richtung zum Bonneysee im Taylor Valley.
Der britische Geologe Thomas Griffith Taylor (1880–1963), Teilnehmer der Terra-Nova-Expedition (1910–1913) unter der Leitung des Polarforschers Robert Falcon Scott, kartierte ihn und benannte den Gletscher nach dem britischen Geologen Thomas McKenny Hughes (1832–1917).